# Mycomya borinquensis
Mycomya borinquensis är en tvåvingeart som beskrevs av Coher 1959. Mycomya borinquensis ingår i släktet Mycomya och familjen svampmyggor. Inga underarter finns listade i Catalogue of Life.